# 太田静子

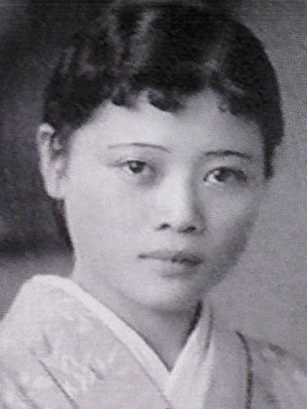
太田静子

太田静子（日语：おおた しずこ，1913年8月18日—1982年11月24日），是日本滋贺县出身的歌人、作家。太宰治的情人之一。因为太宰治小说《斜阳》提供素材而被广为所知。
同为作家的太田治子正是太田静子和太宰治所生的女儿。

## 人物[1][2][3][4][5]

### 生平
太田静子出生于滋贺县爱知郡爱知川町（如今的爱荘町），是全科医生太田守与太田橒的第四个女儿。 她的家族是九州地区大名鼎鼎的御用医生，叔父（太田橒的弟弟）是大和田悌二（历任日本递信省副部长，日本苏打公司总裁、日本电信电话公社（NTT前身）经营委员长）。 毕业于爱知高等女学校（现滋贺县立爱知高等学校），之后进入东京的一所实践女子学校的家政系学习。 不久后，开始创作口语短歌，并被逗子八郎主编的 《短歌与方法》所收录。1934年，通过艺术教育社发行了口语歌集《衣裳之冬》。
在文学青年弟弟太田通的建议下，太田静子瞒着父母逐渐的完成了办理转入日本文学系的手续，但因被父母发现后受到了斥责，在实践女子校中只读了一年就退学了。 她拒绝了父母要她回到家乡的要求，留在了东京，在与弟弟一起生活的同时创作前卫的诗歌和短篇小品。 此外，她还在画院进行了绘画学习并学习了古筝。 这段时间，太田静子爱上了一位从法国回到日本的38岁单身艺术家。
1938年5月，太田静子的父亲去世。之后，她将母亲接到了东京一同居住。同年11月，她与弟弟太田武在东芝的同事计良长雄结婚。1939年11月，长女满里子诞生，但是不到一个月就夭折了。
1940年2月，太田静子与计良长雄协议离婚 。

### 与太宰治的相遇
回到位于东京洗足的老家后，在仰慕太宰治的弟弟太田通的建议下，太田静子阅读了太宰治的小说《虚构的彷徨》。 1941年，在她把长女之死的悲伤写成了日记的形式并寄给了太宰治之后，她意外地收到了太宰治的回信："如果您愿意的话，请来这里访问吧"。 同年9月，她与两名女大学生一起到东京三鹰的太宰家拜访。12月15日，太宰治用电报将她叫了出来。 太田静子爱上了已是有婦之夫的太宰治。
随着与太宰治关系的加深，她受到了身为太宰治妻子的美智子的怀疑，太宰治只得给出穷极之策，提出了想安排太田静子与太宰的徒弟堤重久密会的计划，但被太田静子以“我不想和一个不想和我结婚的男人约会”为由所拒绝了。
1943年秋，在家主·加来金升的好友兼舅舅的悌二的介绍下，她搬到了神奈川县足柄下郡下曾我村的一个叫 "大雄山莊 "的地方进行战时的疏散躲避。
1944年1月10日至13日，太宰治住在热海的一家旅馆里，与一名编剧一起谈论一部改编电影《佳日》的脚本。 在太宰治回家的路上，他在大雄山莊与太田静子再会了。

### 战争结束后
1947年1月6日，太田静子访问了太宰治在三鹰的工作室。 太宰治请她提供日记作为小说的素材，静子则回答说："如果你到下曾我接我，我就给你看。“ 按照约定，太宰治在2月21日到2月24之间都在下曾我迎接了静子，静子也按照约定提供了日记，成为小说《斜阳》的素材。 期间，太田静子怀上了太宰治的孩子。
同年5月24日，她到太宰治在三鹰的家里商量还未出生的孩子的事情。 但被太宰治冷淡的态度所刺伤了，产生了太宰治接近她只是为了她的小说素材的怀疑。 这期间，她与山崎富榮见了面。5月25日，她含泪抗议了太宰治从真心的商讨当中逃跑了的态度。 在接受了太宰治赠送她的一幅以她为模特的油画后，她回到了下曾我的住处。这一天，是太田静子最后一次见到活着的太宰治。
同年11月12日，她生下了太宰治的孩子（太田治子）。11月15日，她的弟弟太田通访问了三鹰， 请太宰治与签署新生儿认知书并为他的孩子起名。太宰治在认可了写着"这是我可爱的孩子，我以作为她的父亲为荣，希望她能够健康的成长。"的认知书后，从自己的本名“津岛修治”中取出了一个字，给新生儿起名为治子。 在静子这边，虽然由于生下了有妇之夫太宰治的孩子而导致静子被亲戚们所断绝关系，但结下了由太宰治提出的、每个月给太田静子送去1万日元养育费的约定。12月15日，新潮社出版了《斜阳》。
1948年6月13日，太宰治与情人山崎富荣跳河自尽。8月1日，井伏鳟二、今官一和伊马春部等人拜访了太田静子，并签下了写有“不说或不写任何与太宰治的名誉或其作品（言行）有关的话（即在报刊杂志上发表言论或发表著作）”的书面誓约书。作为交换，太田静子得到了《斜阳》修订版的10万元版税。 然而，由于无法忍受津岛家的冷淡对待，10月，她以出版《斜阳日记》的形式打破了誓约书上的承诺。由于这本日记的内容与《斜阳》有太多的重合之处，以至于有人说这本日记是太宰治死后为人所捏造的，这让静子非常伤心。
1950年11月，她经由吉普社出版了一本名为《あはれわが歌》的书，之后便以做厨师和宿舍管理为生。虽然遭受了津岛家的歧视性待遇，但她在弟弟们的支持和协力下，成功的将女儿治子抚养成人。
晚年，太田静子罹患肝癌，并且在发现时已经是当时的医疗技术无法治疗的状态了。在治子等人的看护未起作用的情况下，她于1982年11月24日离世，享年69岁。

## 影视节目
- NHK ETV特集 “通往斜阳的旅程”（2009年10月4日）

## 脚注
1. ↑  山崎富栄 著・長篠康一郎 編纂『愛は死と共に　太宰治との愛の遺稿集』（虎見書房、１９６８年）
2. ↑  長篠康一郎 編集兼発行人『探求太宰治　太宰治の人と芸術　第４号』（太宰文学研究会、１９７６年）
3. ↑  日本近代文学館 編『図説　太宰治』（ちくま学芸文庫、２０００年）
4. ↑  有村有弘・渡辺芳紀 編『太宰治大辞典』（勉誠出版、２００５年）
5. ↑  田村茂 写真『素顔の文士たち』（河出書房新社、２０１９年）
6. ↑  山内祥史 『太宰治の年譜』大修館書店、2012年12月20日、265頁。
7. ↑  野原一夫「回想の太宰治」 『新潮』社1980年3月号收录。
8. ↑  .   [2020-09-15]. （原始内容存档于2020-09-15）.
9. ↑  .   [2020-09-15]. （原始内容存档于2020-06-24）.